# Еламски језик
Еламски језик је изумрли језик којим су говорили древни Еламити. Био је званичан језик државе Елам, као и Персијског царства од VI до IV века п. н. е. Последњи писани документ на еламском датира из времена освајања Персијског царства од стране Александра Великог.

## Еламска писма
Током векова, развила су се три еламска писма:
- Прото-еламско је најстарије писмо Ирана. Користило се у периоду 3100—2900. п. н. е. Глинене таблице са овим писмом су пронађене широм Ирана. Сматра се да се развило од раног клинастог писма. Пошто још увек није дешифровано, не зна се да ли се користило за писање еламског или неког другог језика.

- Линеарно еламско је систем писања пронађен на неколицини споменика. Сматра се да се ради о силабичком писму. Није дешифровано.

- Еламско клинасто је писмо које се користило од око 2500. до 331. п. н. е., и било је преузето од акадског клинастог писма. Састојало се од око 130 симбола, што је доста мање од осталих клинастих писама.

## Веза са другим језицима
Еламски се најчешће сматра за изолован језик, који није у вези са суседним семитским, индоевропским језицима, или сумерским језиком, иако је користио прилагођено сумерско силабичко писмо. Постоје покушаји повезивања са више породица језика, од чега највише основа има веза са дравидском породицом.